# Bowling Green (Virgínia)
Bowling Green é uma cidade  localizada no estado norte-americano de Virginia, no Condado de Caroline.

## Demografia
Segundo o censo norte-americano de 2000, a sua população era de 936 habitantes. 
Em 2006, foi estimada uma população de 1013, um aumento de 77 (8.2%).

## Geografia
De acordo com o United States Census Bureau tem uma área de 
4,1 km², dos quais 4,1 km² cobertos por terra e 0,0 km² cobertos por água. Bowling Green localiza-se a aproximadamente 53 m acima do nível do mar.

## Localidades na vizinhança
O diagrama seguinte representa as localidades num raio de 36 km ao redor de Bowling Green. 